# Intervención turca en Siria (2011-actualidad)
La intervención militar turca en la guerra civil siria es una serie de operaciones militares terrestres y aéreas en territorio sirio efectuadas por Turquía desde 2011, interviniendo directamente en el conflicto de Siria con la voluntad de proteger sus intereses en dicho país así como en el Kurdistán buscando evitar la creación de una región kurda independiente en su frontera sur.
El ingreso turco se inició con la condena al presidente sirio Bashar al-Ásad sobre su "represión violenta" durante la fase inicial de la guerra civil en el marco de la Primavera Árabe y pidió su salida del cargo. Turquía había estado entrenado desertores del Ejército Árabe Sirio en su territorio, y en julio de 2011, un grupo de ellos anunció el nacimiento del Ejército Libre Sirio (ELS), bajo la supervisión de la inteligencia militar turca. En octubre de 2011, Turquía comenzó a albergar al ELS en su territorio y le ofreció al grupo una zona segura y una base de operaciones.
Las tensiones entre Siria y Turquía empeoraron significativamente después de que militares sirios le disparan a un avión de combate Turco en junio de 2012, dando como resultado el estallido enfrentamientos en la frontera entre ambos países en octubre siguiente.
Junto con Arabia Saudita y Catar, Turquía también ha proporcionado a los rebeldes armas y otros equipos militares.
En octubre de 2019 Turquía inició una Ofensiva en el noreste de Siria.

## Crisis entre Turquía y Siria
Numerosos incidentes a lo largo de la frontera sirio–turca han tenido lugar durante la guerra civil siria, provocando decenas de muertos, entre civiles y personal militar. Siria derribo un jet turco en 2012, el entonces primer ministro turco, Recep Tayyip Erdoğan, volvió más radical su postura contra Siria, indicando que cualquier elemento sirio que se acercarse a la frontera sería considerada una amenaza y debería ser tratado como un “objetivo militar”. Desde entonces Turquía ha reforzado sus defensas y desplegado tropas en su frontera con Siria.
A partir de mayo de 2012, algunos soldados de la oposición Siria comenzaron a combatir armados y entrenados por la organización nacional de inteligencia de Turquía. A mediados de septiembre de 2013, fueron llevados al lado turco de la frontera con Siria convoyes de vehículos militares para transportar el equipo y el personal adicional y defensas aéreas de corto alcance. Turquía también ha ofrecido refugio a disidentes sirios y promovido un cambio de régimen en el país vecino.
En este contexto, una votación en la Asamblea Nacional de Turquía, fue programada para el octubre de 2014 sobre si se aprobaría o desaprobaría la invasión a Siria como parte de la guerra contra ISIS. Después de dos días de intenso debate, la moción fue aprobada.

## Conflicto turco-kurdo

### 2022
El 26 de noviembre de 2022, Mazloum Abdi de las Fuerzas Democráticas Sirias declaró que detuvieron las operaciones contra el grupo Estado Islámico debido a los ataques turcos en el norte de Siria. También acusó a los ataques turcos de causar graves daños a la infraestructura de la región. Dos cohetes también apuntaron a las fuerzas de la coalición liderada por Estados Unidos en bases en la ciudad de Ash Shaddadi, en el noreste de Siria.

## Zona de ocupación turca
Ankara lanzó una operación para establecer una “zona tapón” en el norte de Siria para evitar que los kurdos sirios declararan un estado independiente, una zona 32 km de profundidad a lo largo de la frontera turca. También planea establecer una zona de amortiguamiento para que los refugiados puedan ser repatriados.
Por otra parte, Turquía mantiene un enclave dentro de Siria, en el que un grupo de soldados custodia la tumba de Solimán Schah en la orilla derecha del Éufrates en la provincia de Alepo. La guarnición sigue activa en su posición a pesar de que se desarrolla la guerra civil. Erdoğan ha advirtido que “la tumba de Suleyman Shah y la tierra que lo rodea son territorio turco. Cualquier acto de agresión contra él sería un ataque a nuestro territorio y el territorio de la OTAN”.

## Refugiados
Imágenes de satélite confirmaron que el primer campamento de refugiados sirios pareció en Turquía en julio de 2011, poco después de que las ciudades de Daraa, Homs y Hama fueran sitiadas. En junio de 2013, Turquía aceptó 400 000 refugiados Sirios, de los cuales la mitad están distribuidos en alrededor de una docena de campamentos colocados bajo la autoridad directa del Gobierno turco. En 2014, el número aumentó a más de un millón, cuando al menos 300 000 Kurdos Sirios llegaron a Turquía en septiembre, tras el asedio de Kobane.
Turquía ha aceptado más de 1,5 millones de refugiados sirios desde el inicio de la guerra civil. Estos grupos de personas están distribuidos principalmente en campamentos organizados por el gobierno cerca de la frontera con siria, el resto se encuentra disperso por todo el país. La mayoría de campamentos son administrados por la agencia de gestión de emergencias.
De Acuerdo a Amnistía Internacional, guardias turcos rutinariamente disparan contra los refugiados sirios varados en la frontera, además, Turquía ha devuelto por la fuerza a miles de refugiados sirios a la zona de guerra desde mediados de enero de 2016. El 10 de mayo de 2016, Human Rights Watch dijo que en la frontera turca guardias estaban disparando y golpeando a los refugiados sirios que estaban tratando de llegar a Turquía, lo que resultó en muertes y lesiones graves. Sin embargo el presidente de Turquía, Recep Tayyip Erdoğan lo negó. Ese mismo mes, legisladores del Parlamento Europeo de la Subcomisión de Derechos Humanos dijeron que Turquía no debe usar a los refugiados sirios como un soborno para que se liberen visados de la Unión Europea a los ciudadanos turcos.
El Observatorio Sirio para los Derechos Humanos y la Coalición Nacional para las Fuerzas de la Oposición y la Revolución Siria afirmaron que 8 o 11 refugiados sirios fueron asesinados por las fuerzas de seguridad turcas en la noche del 18 de junio de 2016, cuando intentaban cruzar la frontera hacia Turquía. El ministro turco de asuntos exteriores negó las acusaciones.